# Rehn–Meidner-modell
A Rehn–Meidner-modell a svéd szakszervezeti közgazdaságtani iskola foglalkoztatási és munkatermelékenységi modellje. Kidolgozója két szakszervezeti közgazdász, a német származású Rudolf Meidner és a svéd Gösta Rehn. Az északi modell / skandináv modell szerves része.

## Működése
A Rehn–Meidner-modell lényege, hogy az állam a minimálbér folyamatos emelésével tudatosan kiszorítja az alacsony termelékenységű, megélhetést biztosítani nem képes munkahelyeket. Az ily módon felszabaduló munkaerőt pedig aktív munkapiaci politika segítségével átképzi, hogy azok képesek legyenek magasabb hozzáadott értékű munkahelyek betöltésére.
A modell élesen szemben áll a főáramú neoklasszikus közgazdaságtan nézeteivel, mely ellenzi a minimálbér intézményét, mivel a foglalkoztatás helyreállását válság idején a bérek lefelé alkalmazkodásában látja. A Rehn–Meidner-modell szerint azonban ez egyrészt nem ad megfelelő megélhetést a foglalkoztatottaknak. Másrészt pedig a Rehn–Meidner-modell Keynes tanításait követve, a posztkeynesiánus iskola nézeteinek megfelelően úgy véli, hogy csak egy relatíve magas minimálbér képes megállítani a deflációs spirált. Azaz a minimálbér intézménye válság esetén kulcsfontosságú. Ám a Rehn–Meidner-modell ennél is tovább megy, és a termelékenység növelésére használja az egyre magasabb minimálbért.